# روبرت باركر (موسيقي)
روبرت باركر (بالإنجليزية: Robert Parker)‏ هو موسيقي أمريكي، ولد في 14 أكتوبر 1930.

## وصلات خارجية
- روبرت باركر على موقع ميوزك برينز (الإنجليزية)
- روبرت باركر على موقع أول ميوزيك (الإنجليزية)
- روبرت باركر على موقع أول ميوزيك (الإنجليزية)
- روبرت باركر على موقع ديسكوغز (الإنجليزية)